# Bésian Arroy
Bésian Arroy (* 1590; † Oktober 1677) war ein französischer Theologe.

## Leben
Bésian Arroy war Prior und Kanoniker der Abtei der Île Barbe und wurde Doktor an der Sorbonne, wo er Philosophie und Theologie lehrte. Später arbeitete er als Prediger in Lyon. Er war mit dem Theologen Bédien Morange befreundet.
In der Streitfrage, inwieweit es Ludwig XIII. als fils aîné de l Égilse  („ältestem Sohn der Kirche“) und roi très chrétien („allerchristlichstem König“) zustehe, mit „häretischen“ Gebieten des Heiligen Römischen Reichs (d. h. deutschen Protestanten) und Schweden Allianzen einzugehen, vertrat Arroy den Standpunkt, dass der französische König hierbei einen weitgehenden Ermessensspielraum besitze. Diese Meinung legte er in seiner Schrift Questions décidées sur la justice des armes des rois de France, sur les alliances avec les hérétiques ou infidèles et sur la conduite de la conscience des gens de guerre (Paris 1634) dar.  Cornelius Jansen, Bischof von Ypern, der dem König in der erwähnten Streitfrage viel weniger Freiheiten einräumte, verfasste unter dem Pseudonym Alexander Patricius Armacanus in seinem Mars Gallicus (1635) eine Entgegnung auf Arroys Schrift.
Außerdem verfasste Arroy u. a. folgende Werke:
- Apologie pour la vie religieuse ou monastique, Paris 1634
- Apologie pour l’église de Lyon, contre les notes et prétendues corrections sur le nouveau bréviaire de Lyon, Lyon 1644 (diese Apologie, in welcher der Autor die ersten Erzbischöfe von Lyon lobt undt deren Heiligkeit darstellt, ist eine Erwiderung auf ein Werk des französischen Klerikers und Historikers  Claude le Laboureur)
- Domus ombrevallis vimiacae accurata descriptio, Lyon 1661 (Beschreibung des Landhauses des Lyoner Erzbischofs)
- Briève et dévote histoire de l’abbaye royale Saint-Martin de l’Isle-Barbe, Lyon 1668 (Entgegnung auf den ersten Teil von Claude le Laboureur’ Les Mazures de l’Abbaye de l’Isle-Barbe-lès-Lyon)
- Le prince instruit en la philosophie, en françois … avec une métaphysique historique, Lyon 1671
- Traité des usures, contre certains zélez qui font courre des écrits sur cette matière, qui ne servent qu’à mettre les consciences en scrupule, Lyon 1674

1666 gab Arroy auch Gilberti Grimbaldi opera theologica posthuma heraus.